# Мангайм
Мангайм (нім. Mannheim) — місто в південно-західній частині Німеччини, третє за величиною в німецькій землі Баден-Вюртемберг після Штутгарта і Карлсруе. Мангайм було у 2012 році одним із двадцяти найбільших міст Німеччини з населенням близько 295 тисяч жителів. Місто знаходиться в центрі великої густонаселеної метрополії Рейн-Неккар, яка має населення 2 400 000 осіб і є восьмою за величиною у Німеччині.
У 1775 за проєктом Християна Маєра в Мангаймі була побудована обсерваторія, оснащена найкращими на той час інструментами.

## Історія

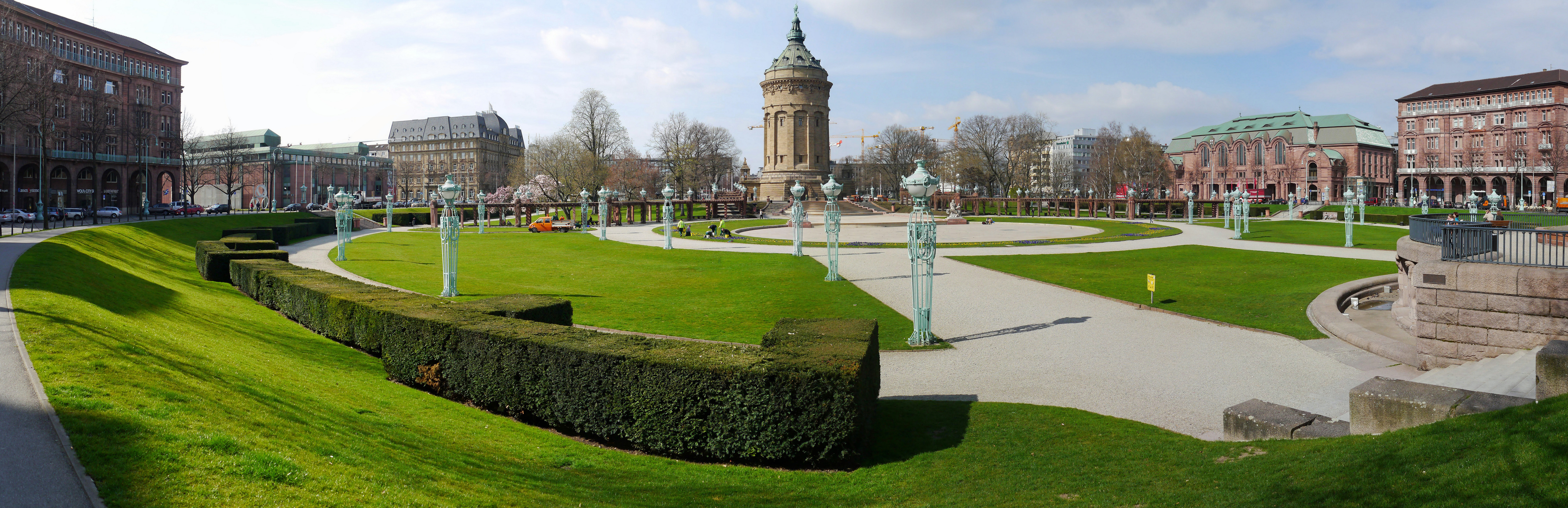
Wasserturm — водонапірна башта на площі Фрідріхплац

Як людське поселення вперше письмово згадується у 766 році у Лоршському кодексі. Як місто було засноване курфюрстом Фрідріхом IV у вигляді фортеці на злитті рік Рейн та Неккар у 1606 році. Фортеця Мангайм була одразу закладена у вигляді шахової дошки з квадратними кварталами, у яких вулиці не мали назв, а тільки літерно-цифрові позначення. Ззовні «шахова дошка» мала форму чітко окресленого правильного круга.
Унікальністю міського центру є ще те, що в центрі знаходиться не будівля готичного собору або палацу, а художньо та архітектурно збудована у стилі бароко водонапірна вежа (нім. Wasserturm).

## Клімат
Місто знаходиться у зоні, котра характеризується морським кліматом. Найтепліший місяць — липень із середньою температурою 20,6 °C (69 °F). Найхолодніший місяць — січень, із середньою температурою 2,2 °C (36 °F).
| Клімат Мангайма         | Клімат Мангайма | Клімат Мангайма | Клімат Мангайма | Клімат Мангайма | Клімат Мангайма | Клімат Мангайма | Клімат Мангайма | Клімат Мангайма | Клімат Мангайма | Клімат Мангайма | Клімат Мангайма | Клімат Мангайма | Клімат Мангайма |
| Показник                | Січ.            | Лют.            | Бер.            | Квіт.           | Трав.           | Черв.           | Лип.            | Серп.           | Вер.            | Жовт.           | Лист.           | Груд.           | Рік             |
| Абсолютний максимум, °C | 13              | 17              | 26              | 27              | 31              | 35              | 37              | 35              | 31              | 27              | 18              | 16              | 37              |
| Середній максимум, °C   | 3               | 5               | 10              | 14              | 19              | 22              | 25              | 24              | 20              | 14              | 7               | 5               | 14              |
| Середня температура, °C | 2               | 3               | 7               | 10              | 15              | 18              | 20              | 20              | 16              | 11              | 6               | 3               | 11              |
| Середній мінімум, °C    | 0               | 0               | 3               | 5               | 10              | 13              | 15              | 15              | 11              | 7               | 3               | 1               | 7               |
| Абсолютний мінімум, °C  | −17             | −16             | −12             | −3              | 1               | 5               | 7               | 5               | 2               | −2              | −7              | −14             | −17             |
| Норма опадів, мм        | 20              | 20              | 20              | 30              | 70              | 60              | 60              | 40              | 40              | 30              | 40              | 40              | 550             |
| Днів з дощем            | 15              | 12              | 13              | 13              | 15              | 14              | 11              | 11              | 11              | 12              | 13              | 14              | 154             |
| Днів зі снігом          | 3               | 2               | 1               | 0               | 0               | 0               | 0               | 0               | 0               | 0               | 1               | 2               | 9               |
| ----------------------- | --------------- | --------------- | --------------- | --------------- | --------------- | --------------- | --------------- | --------------- | --------------- | --------------- | --------------- | --------------- | --------------- |
| Джерело: Weatherbase    |                 |                 |                 |                 |                 |                 |                 |                 |                 |                 |                 |                 |                 |

## Транспорт
- Мангайм-Сортувальний
- Мангайм-Головний
- Мангайм (порт)
- Аеропорт Мангайм[en]
- Трамвай Мангайма — Людвігсгафена
- Міська електричка регіону Рейн-Неккар

## Освіта і наука
- Мангаймський університет (основні напрямки підготовки: економіка, фінанси, менеджмент).
- Мангаймський університет музики та виконавських мистецтв

## Спорт
Місто, у якому живе небагато населення, має два футбольні клуби. Футбольний клуб «Вальдгоф» популярніший, але титулованіший ПВП «Мангайм», який у 1949 році став чемпіоном Німеччини.

## Відомі люди
- Йоганн Якоб Геккель (1790—1857) — австрійський зоолог, іхтіолог
- Отто Ленель (1849—1935) — німецький цивіліст, історик римського права.
- Оскар Бауер (1900—1975) — німецький офіцер, оберст люфтваффе.
- Альберт Шпеер (1905—1981, Лондон) — один із провідних архітекторів націонал-соціалістичної Німеччини
- Карл Раддац (1912—2004) — німецький театральний та кіноактор, актор озвучування
- Ште́фані Марі́я Гра́ф (* 1969) — німецька тенісистка

## Здійснені в Мангаймі винаходи
У Мангаймі були вперше винайдені або сконструйовані:
- 1817 — перший двоколісний безпедальний велосипед («бігова машина»), на замовлення ерцгерцога сконструював Карл Дрез (Karl von Drais) і був названий за прізвищем конструктора «дрезиною» (нім. «Draisine») [джерело не вказане 2115 днів]
- 1880 — Вернер фон Сіменс побудував тут свій перший електричний підіймач [джерело не вказане 2115 днів]
- 1886 — у Мангаймі Карл Бенц сконструював перший автомобіль з двигуном внутрішнього згоряння[24]
- 1929 — перший реактивний літак[25] [джерело не вказане 2115 днів]

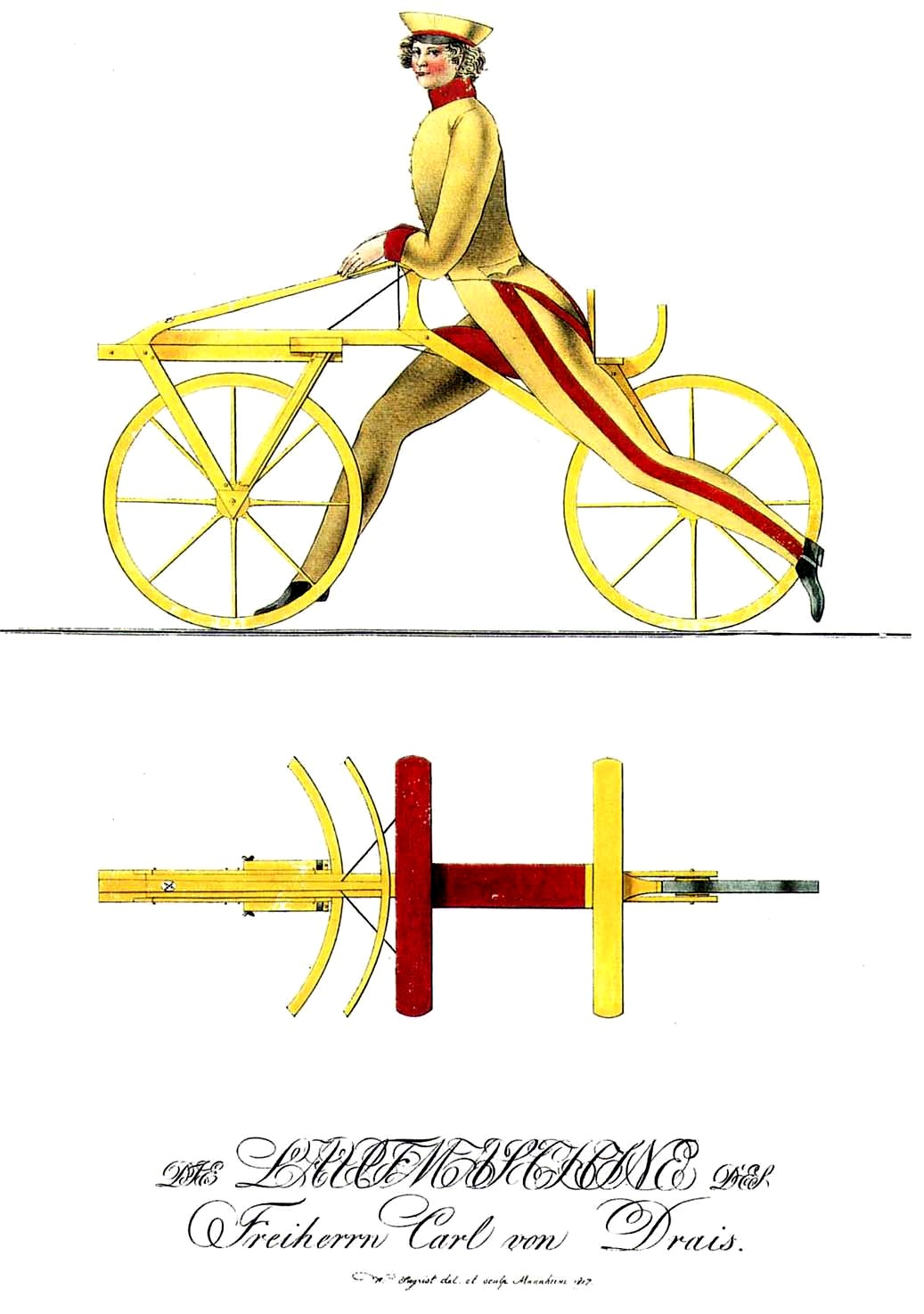
Перший у світі велосипед, збудований у Мангаймі Карлом Фрайгерром фон Драйсом у 1817 р.
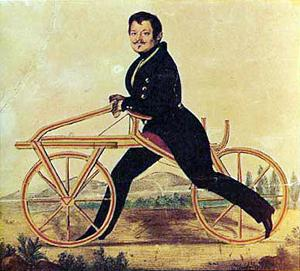
Карл Дрез та його «бігова машина», літогравюра 1820
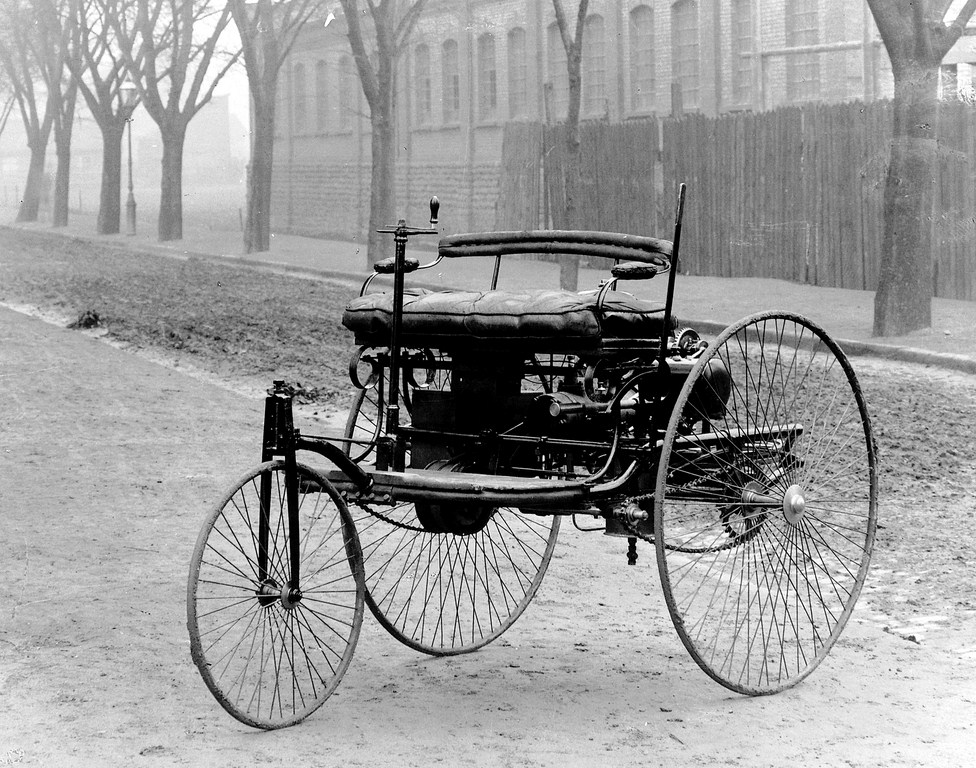
Перший у світі автомобіль, збудований у Мангаймі Карлом Бенцом у 1885 р.
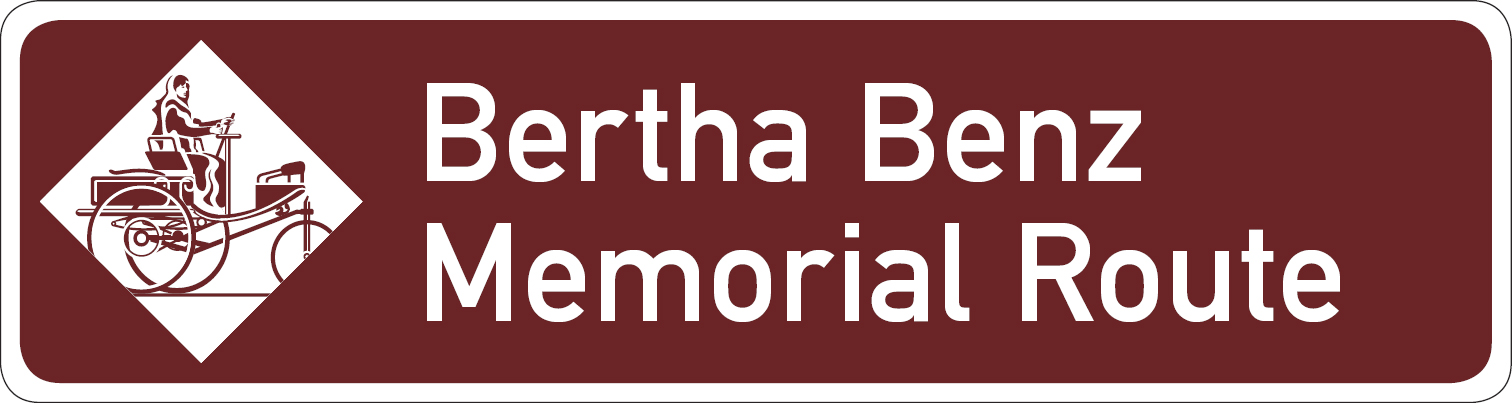
Офіційний знак меморіального шляху Берти Бенц, що нагадує про першу довгу автомобільну поїздку з Мангайма до Пфорцгайма в 1888 р. (104 км)